# Palacete Modesto Leal
O Palacete Modesto Leal é um imóvel residencial da cidade do Rio de Janeiro, construído por Antônio Januzzi e irmão, em estilo eclético, entre os anos de 1900 a 1905 e situa-se na Rua das Laranjeiras número 304, bairro das Laranjeiras.
O palacete é tombado pela municipalidade carioca. Atualmente é uma casa de eventos, já abrigou a Casa Cor de 2010. Também já serviu de cenários para as novelas 'Império', 'Amor à Vida', 'A Dona do Pedaço' e 'Amor de Mãe' (interrompido em 2020 devido à pandemia e retornado em 2021).

## História
Conde João Leopoldo Modesto Leal nasceu em 1860, em Araruama e teve uma infância pobre. Fazendeiro, ex-seminarista e banqueiro, começou no comércio de sucata, fez fortuna como agiota na corte e chegou a senador, considerado no início do século XX o homem mais rico do Brasil.
Entre suas várias ações de filantropia, está sua contribuição para o Hospital Municipal Conde Modesto Leal, que recebeu seu nome em sua homenagem e está localizado em Maricá. No final de sua vida era senador da República. Conde pela Santa Sé, após significativa contribuições à Igreja Católica Romana, veio a falecer em 1936  nessa casa.
A mansão foi comprada em 1892 pelo Conde. Seus salões testemunharam saraus concorridíssimos, com a presença de figuras importantes como o presidente Getúlio Vargas, Afrânio de Melo Franco(diplomata e posteriormente ministro do exterior) e Joaquim Osório de Duque Estrada(autor do Hino Nacional).
Mais informações estão no site www.palacetemodestoleal.com.br

## Arquitetura/Decoração
O prédio com características arquitetônicas notáveis, foi erguido sobre as fundações de construção de 1882, por encomenda de João Leopoldo Modesto Leal. A sua fachada apresenta uma composição característica dos irmãos Januzzi, com três vãos em arco pleno ao centro e dois planos laterais.
É considerada uma das últimas chácaras urbanas do Rio de Janeiro. À época do Conde, o palacete era decorado com mobiliário e peças da belle époque francesa e telas do pintor Francisco Aurélio de Figueiredo e Melo. Na sala principal, o teto também possui uma pintura de autoria do mesmo pintor. Destaca-se também o vitraux no teto de madeira da sala de jantar. 
O palacete possui dezoito cômodos, com boiseries (paredes com molduras em alto relevo, algumas em madeira), pé-direito alto e pisos de parquet. Possui ainda uma capela que testemunhou o casamento de todos os membros da família e cujo altar, está a imagem de Pietá, uma escultura com mais de 300 anos. A propriedade ocupa um terreno de quase 50 mil m² , dos quais cerca de quatro mil metros quadrados fazem parte da área construída. Está envolto por áreas intocadas da Mata Atlântica, além de possuir uma vista deslumbrante para a praia de Botafogo e o Pão de Açúcar.
Nos jardins ainda permanecem os antigos viveiro e cocheira.